# ناروتوماکی
ناروتوماکی (鳴門巻き) یک تزیین در آشپزی ژاپنی است که از خمیر ماهی بخار پز شده تهیه می‌شود. ناروتوماکی معمولا به رنگ سفید با مارپیچ نارنجی صورتی در داخل است. مارپیچ صورتی نماد گرداب ناروتو است. ناروتوماکی کالباس ماهی است و اموجی 🍥 نیز به آن اشاره دارد.
ناروتوماکی از کلمات «ناروتو» (شهری در ژاپن که به دلیل پدیده گرداب ناروتو معروف است) و ماکی (رول) تشکیل شده است.
ناروتوماکی با رامن، سبزیجات تفت داده شده یا در سوپ سرو می‌شود یا می‌تواند به عنوان یک عنصر تزئینی بنتو استفاده شود.

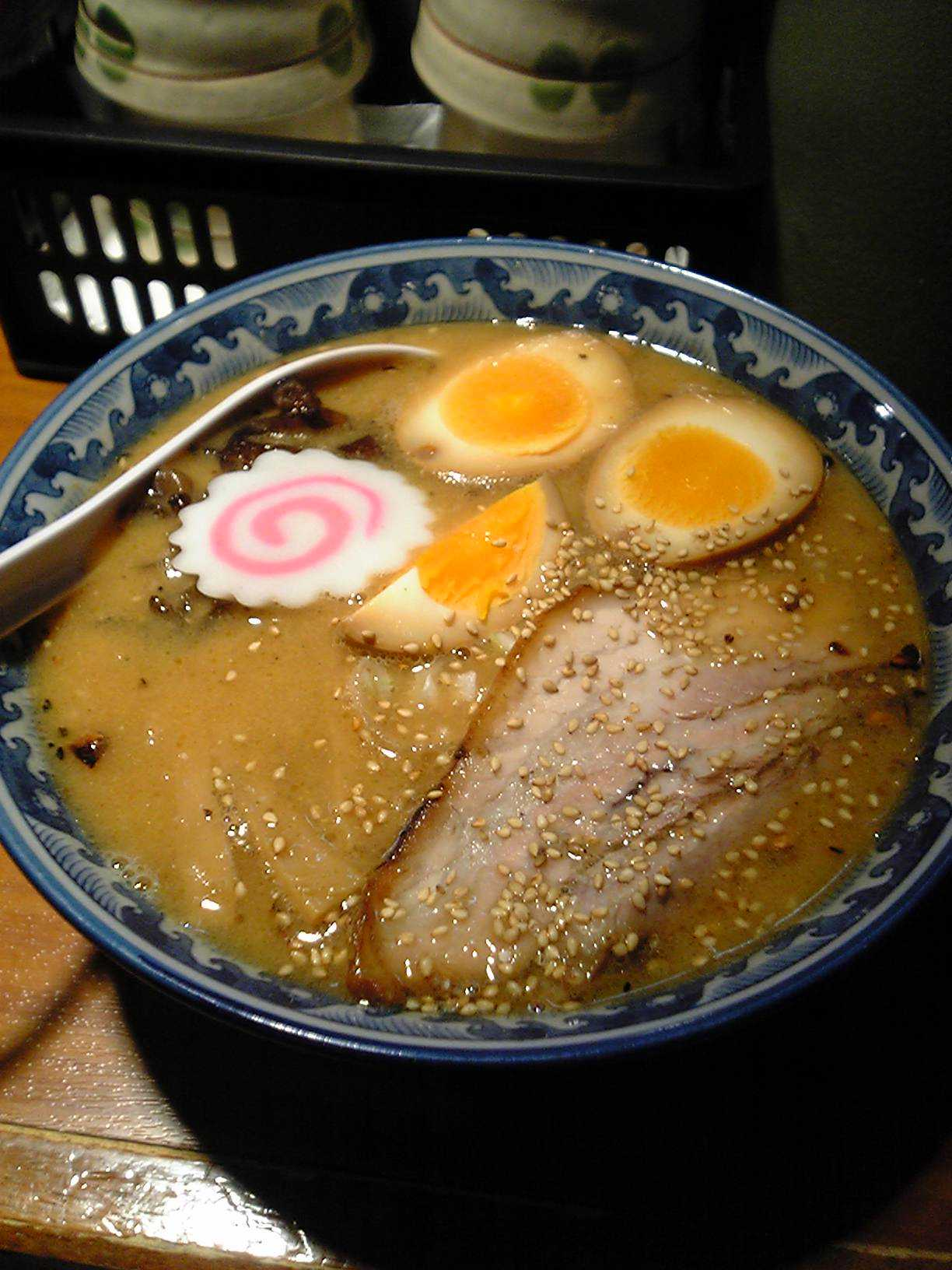
ناروتوماکی (بالا-چپ) که با رامن میسو سرو شده است.

## فرهنگ
نام شخصیت ناروتو اوزوماکی در انیمه و مانگای ناروتو از ناروتوماکی الهام گرفته شده است.

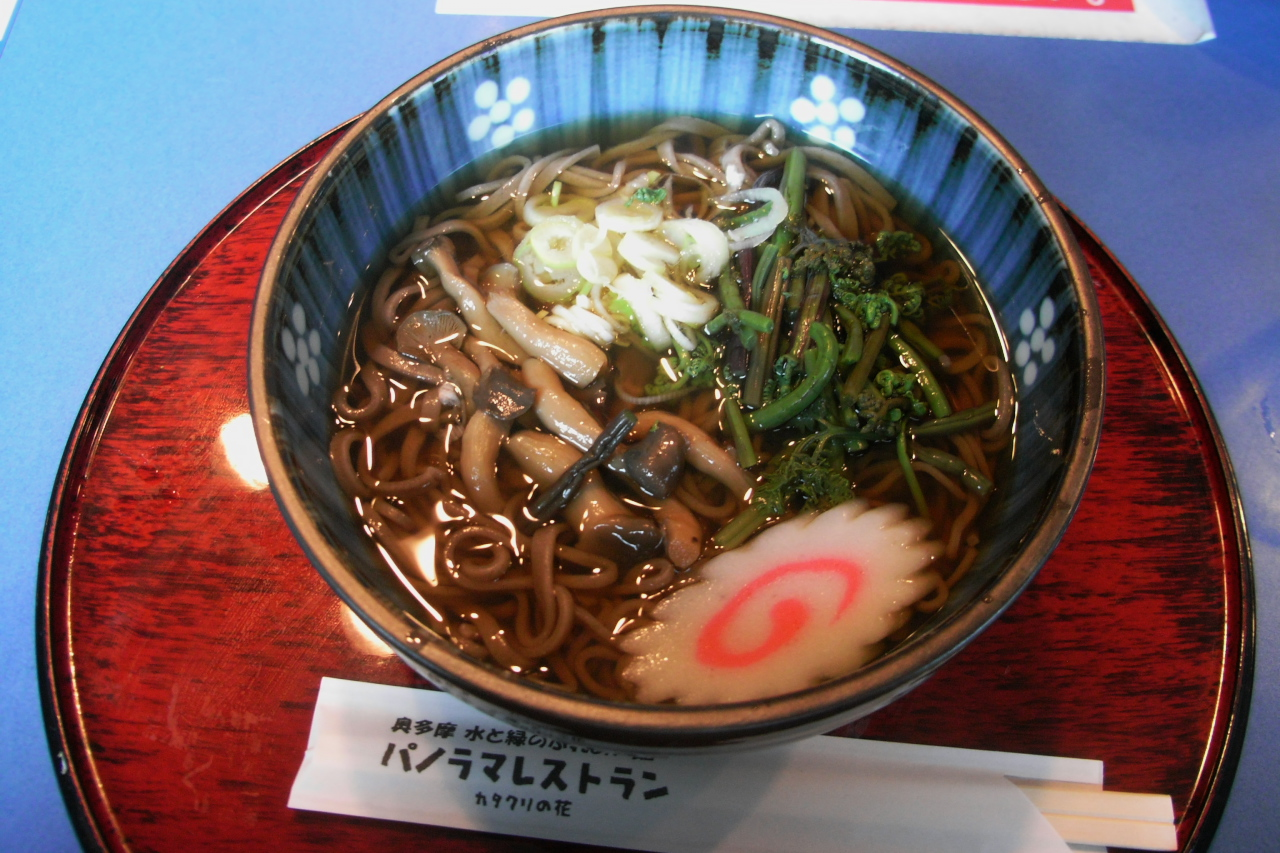

## یادداشت ها و منابع
- مشارکت‌کنندگان ویکی‌پدیا. «Narutomaki». در دانشنامهٔ ویکی‌پدیای فرانسوی.

1. ↑  "Narutomaki". www.dictionnaire-japonais.com. Retrieved 19 novembre 2020. {{cite web}}: Check date values in: |accessdate= (help).